# Miopithecus
Miopithecus é um gênero de primata da família Cercopithecidae.

## Espécies
- Miopithecus ogouensis Kingdon, 1997
- Miopithecus talapoin (Schreber, 1774)